# August 2015
Acest articol este generat integral pe baza informațiilor din articolul 2015 și este actualizat periodic de un robot.
 Editările făcute în articol vor fi șterse la următoarea actualizare! Dacă doriți să faceți modificări, editați articolul-sursă.

ianuarie -
februarie -
martie -
aprilie -
mai -
iunie -
iulie -
august -
septembrie -
octombrie -
noiembrie -
decembrie
August 2015 a fost a opta lună a anului și a început într-o zi de sâmbătă.

## Evenimente

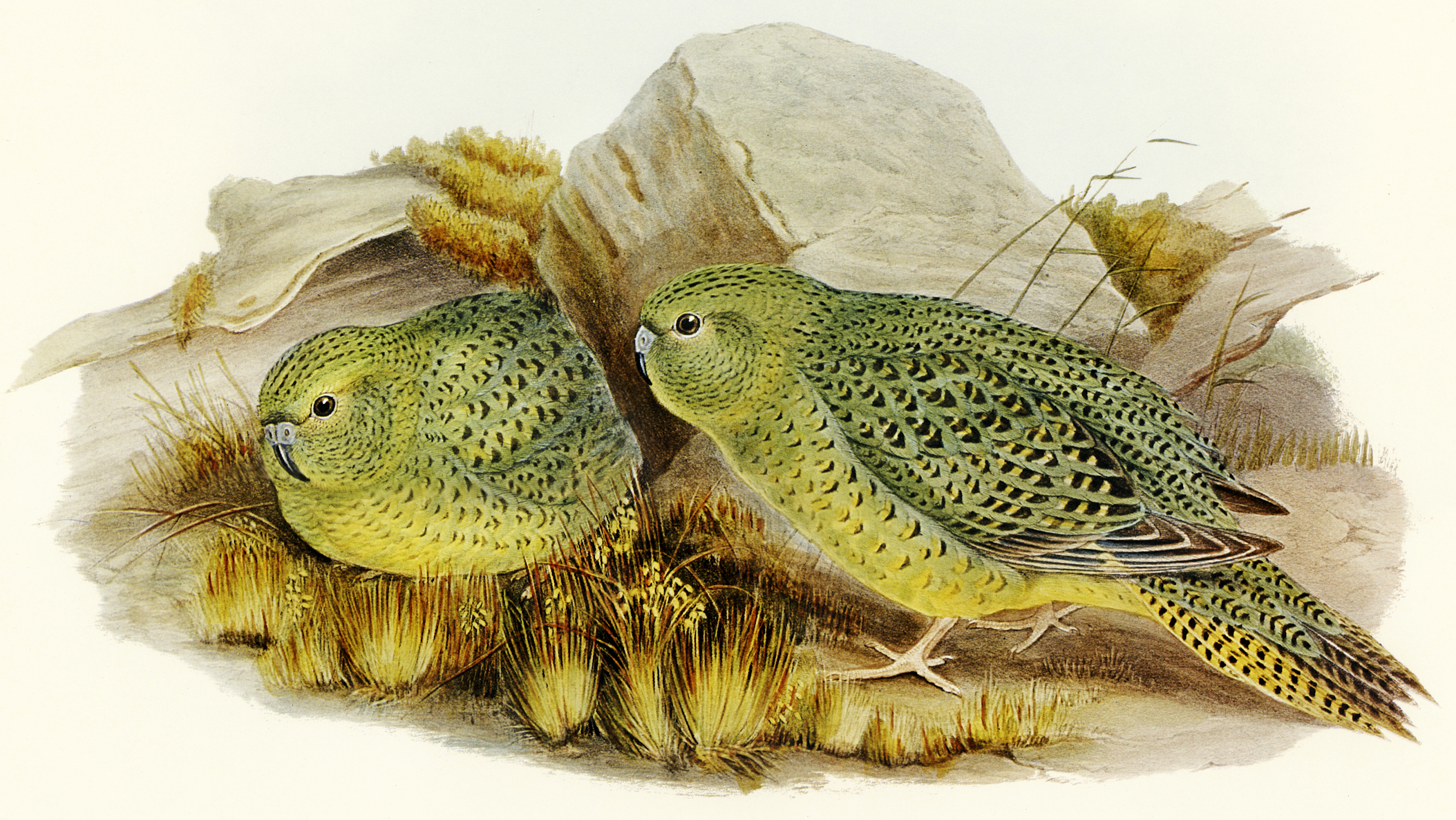
10 august: Un papagal de noapte a fost capturat pentru prima dată în peste o sută de ani, în Australia.

- 5 august: Prim-ministrul malaysian Najib Razak a confirmat că rămășițele avionului descoperite în Oceanul Indian aparțin Boeing-ului care asigura zborul MH370 al companiei Malaysia Airlines și care a dispărut în data de 8 martie 2014.[1]
- 6 august: Supraviețuitori ai bombardamentului atomic, oficiali japonezi și diplomați străini au asistat la Hiroshima, alături de alte zeci de mii de persoane, la comemorarea a 70 de ani de la primul atac nuclear din istorie, în ultimele zile ale celui de-al Doilea Război Mondial.
- 10 august: Un papagal de noapte a fost capturat pentru prima dată în peste o sută de ani, în Australia.[2]
- 10 august: Un studiu științific, parte a studiului Galaxy And Mass Assembly (GAMA), după ce a examinat blocuri imense de spațiu îndepărtat, aflate la mai multe miliarde de ani lumină depărtare, a concluzionat că universul „se stinge încet". Cercetătorii au măsurat energia produsă de 200.000 de galaxii, descoperind că este de două ori mai redusă decât cea generată acum 2 miliarde de ani.[3][4]
- 14 august: Matematicieni americani de la Universitatea Washington au descoperit un nou tip de pentagon neregulat. Este vorba de un nou tip de „mozaicare pentagonală", iar noua formă descoperită reprezintă cel de-al 15-lea tip de pentagon neregulat care este capabil de o astfel de performanță. Precedentul pentagon de acest tip a fost descoperit în urmă cu 30 de ani.[5]
- 18 august: Reprezentanții Apelor Române afirmă că Dunărea are cel mai mic debit din ultimii 32 de ani. Debitul Dunării este de doar 2.300 mc/s la intrarea în țară, față de 4.300 mc/s, cât este media lunii august.[6]
- 20 august: Prim-ministrul Greciei, Alexis Tsipras, își anunță demisia și cere alegeri anticipate pe 20 septembrie.
- 25 august: Regizorul ucrainean Oleg Sențov, care s-a opus anexării Crimeii la teritoriul rus, a fost condamnat pentru „terorism” la 20 de ani de închisoare de un tribunal din sudul Rusiei.
- 26 august: Criza refugiaților: Vicepremierul Cehiei solicită închiderea imediată a frontierei externe a spațiului Schengen pentru a fi oprit afluxul de refugiați.

## Decese
- 3 august: Laurențiu Mircea Popescu, 71 ani, medic român (n. 1944)
- 4 august: Vitalie Belousov, 85 ani,  inovator, inventator, profesor universitar, doctor inginer român (n. 1930)
- 6 august: Mircea Dobrescu, 84 ani, pugilist român (n. 1930)
- 6 august: Malvina Urșianu, 88 ani, scenaristă română (n. 1927)
- 9 august: Jack Gold, 85 ani, regizor britanic (n. 1930)
- 11 august: Álmos Albert, 61 ani, politician maghiar din România (n. 1954)
- 14 august: Ițhak Orpaz, 93 ani, scriitor, poet și traducător israelian (n. 1921)
- 15 august: Dorel Cernomazu, 68 ani, profesor universitar român (n. 1947)
- 16 august: Mile Mrkšić, 68 ani, militar sârb (n. 1947)
- 16 august: Goldie Steinberg, 114 ani, supercentenară americană (n. 1900)
- 17 august: Jacob Bekenstein, 68 ani, fizician mexican (n. 1947)
- 18 august: Khaled al-Asaad, 83 ani, arheolog sirian (n. 1932)
- 18 august: Beata Brookes, 84 ani, om politic britanic (n. 1931)
- 20 august: Lev Durov, 83 ani, actor sovietic și rus de teatru și de film (n. 1931)
- 20 august: Alexandru Nicula, 102 ani, prelat papal român, protopop unit al Clujului, deținut politic, unul din liderii rezistenței greco-catolice din România. (n. 1913)
- 22 august: Eric Thompson, 95 ani, pilot britanic de Formula 1 (n. 1919)
- 22 august: Erika Zuchold (n. Erika Barth), 68 ani, sportivă germană (gimnastică artistică), (n. 1947)
- 23 august: Guy Ligier, 85 ani, pilot francez de Formula 1 (n. 1930)
- 24 august: Justin Wilson, 37 ani, pilot britanic de Formula 1 (n. 1978)
- 27 august: Matei Boilă, 89 ani, senator român (1992-2000), (n. 1926)
- 29 august: Wayne Dyer, 75 ani, psiholog, educator și scriitor american (n. 1940)
- 30 august: Wes Craven (Wesley Earl Craven), 76 ani, regizor de film, actor și scenarist american (n. 1939)
- 30 august: Brian Hord, 81 ani, politician britanic (n. 1934)
- 30 august: Dan Iordăchescu, 85 ani, solist român de operă (bariton), (n. 1930)